# Cieutat
Cieutat ist eine französische Gemeinde mit 606 Einwohnern (Stand 1. Januar 2022) im Département Hautes-Pyrénées in der Region Okzitanien (vor 2016: Midi-Pyrénées). Sie gehört zum Arrondissement Bagnères-de-Bigorre und zum Kanton La Vallée de l’Arros et des Baïses.
Die Einwohner werden Cieutatois und Cieutatois genannt.

## Geographie
Cieutat liegt circa acht Kilometer nordöstlich von Bagnères-de-Bigorre in der historischen Vizegrafschaft Nébouzan.
Umgeben wird Cieutat von den zehn Nachbargemeinden:
| Luc                       | Poumarous                                   | Ozon Chelle-Spou |
| Orignac                   | Kompassrose, die auf Nachbargemeinden zeigt | Artiguemy        |
| Mérilheu Argelès-Bagnères | Castillon                                   | Bonnemazon       |

Cieutat liegt im Einzugsgebiet des Flusses Adour.
Nebenflüsse des Arros durchqueren das Gebiet der Gemeinde:
- der Luz,
- der Arriou-Darré, der in Cieutat entspringt,
- der Ruisseau Gascorre, der in Cieutat entspringt,
- der Arrédou, der in Cieutat entspringt, und

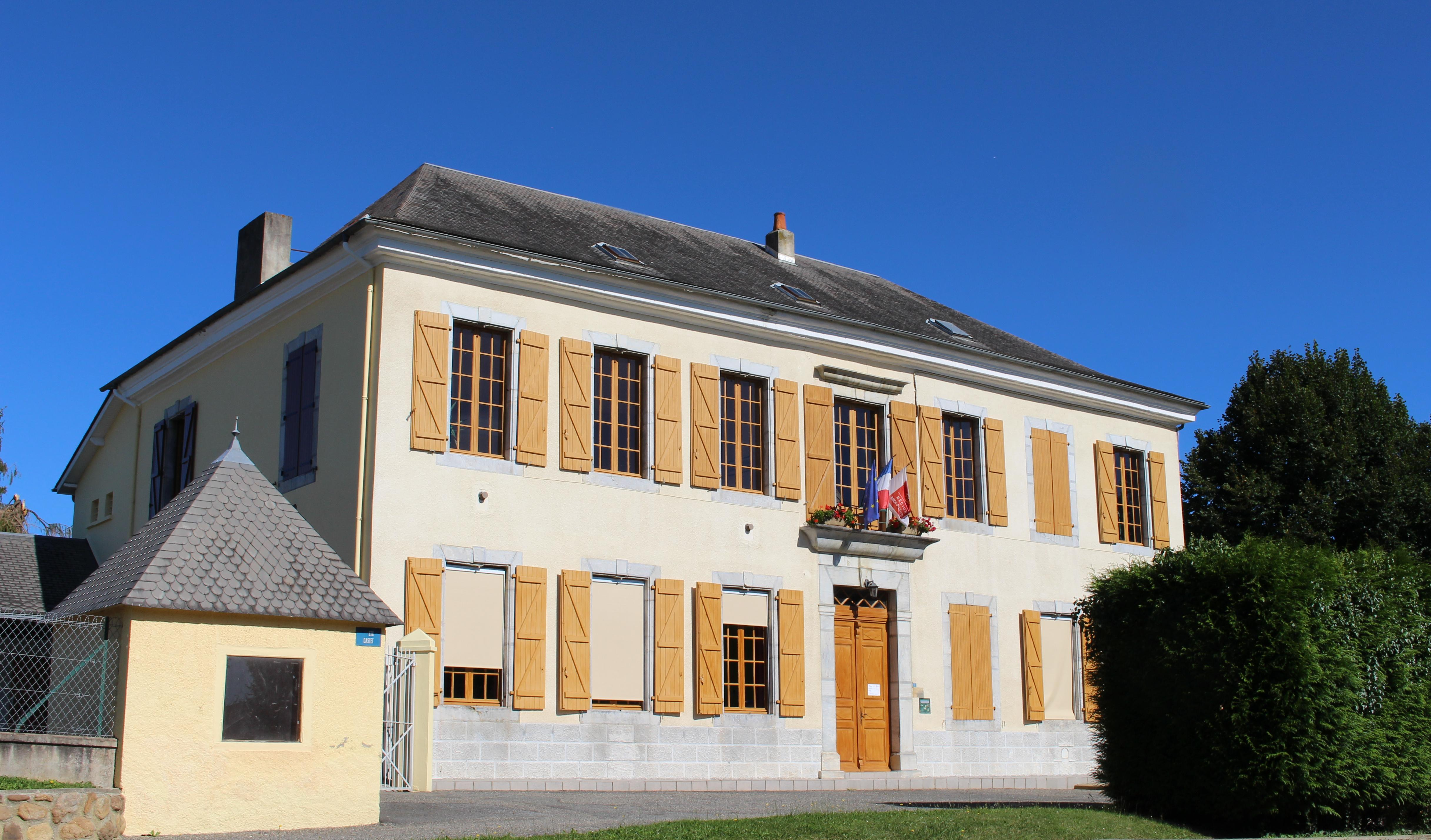
Bürgermeisteramt (Mairie) von Cieutat

- der Arrêt.[2]

## Toponymie
Der okzitanische Name der Gemeinde heißt Ciutat. Er stammt vom lateinischen civitatem, welches das Gebiet eines Volkes oder seine Hauptstadt bezeichnet. Der Ort könnte einst der Hauptort der Onobrisaten (Ursprung des Namens Nébouzan) sein, ein aquitanisches Volk, wie sie Plinius der Ältere in seinem Werk Naturalis historia bezeichnete, oder aber ein befestigtes Lager der Franken, die gegen die aufständischen Gascogner zogen. Ungeklärt ist allerdings die Herkunft des Namens Neurest/Nauares/Navares/Nauarest, der vorher existierte.
Ein Spitzname der Bewohner der Gemeinde lautet Eths gavecats (deutsch die kleinen Eulen), weil sie durchdringende Stimmen wie Eulen hätten. Ein weiterer ist Eths borra-pasta (deutsch die, die gierig Teigwaren essen), ein anderer lautet Eths porrotèrs (deutsch die Truthahnzüchter).
Toponyme und Erwähnungen von Cieutat waren:
- Neurest (gegen 1110 und 12. Jahrhundert, Kopialbuch der Grafschaft Bigorre),
- La Ciutat (gegen 1200–1230, Kopialbuch der Grafschaft Bigorre),
- la Ciutad (1251, Du Bourg),
- villam Civitatis de Navares (1256, Ehevertrag Esquivat),
- ville Civitatis de Naverest (1257, Kopialbücher der Grafschaft Bigorre),
- Ciutad (1285, Volkszählung des Adels im Bigorre),
- Laciotat (1300, Erhebung im Bigorre),
- De Civitate (1342 und 1379, Kirchenregister von Tarbes bzw. Prokuration von Tarbes),
- La Ciutat (1429, Steuerliste der Grafschaft Bigorre),
- Cieutat (1614 und 1750, Guillaume Mauran bzw. Karte von Cassini),
- Cuitat (1793, Notice Communale),
- Cieutat (1801, Bulletin des lois).[4][5][6]

## Einwohnerentwicklung
Nach Beginn der Aufzeichnungen stieg die Einwohnerzahl bis zur Mitte des 19. Jahrhunderts auf einen Höchststand von 1410. In der Folgezeit sank die Zahl der Einwohner bei kurzen Erholungsphasen bis zu den 1970er Jahren auf 470, bevor eine Wachstumsphase einsetzte, die bis heute anhält.
| Jahr      | 1962 | 1968 | 1975 | 1982 | 1990 | 1999 | 2006 | 2011 | 2022 |
| --------- | ---- | ---- | ---- | ---- | ---- | ---- | ---- | ---- | ---- |
| Einwohner | 521  | 470  | 457  | 509  | 539  | 518  | 557  | 599  | 606  |

## Sehenswürdigkeiten

### Kapelle Notre-Dame de Roumé

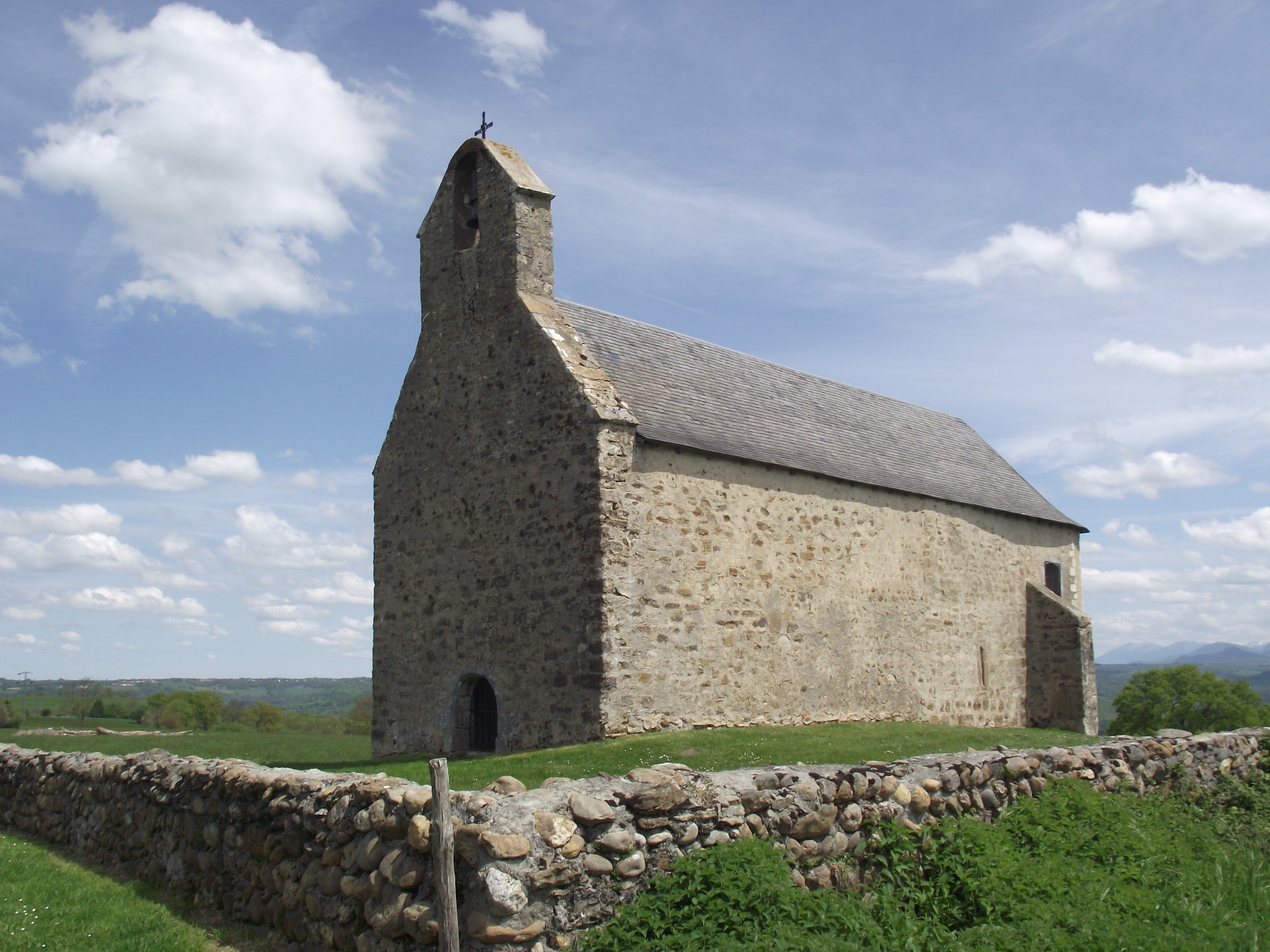
Kapelle Notre-Dame de Roumé

Die Kapelle aus dem 16. Jahrhundert hat laut der lokalen Überlieferung einen früheren Ursprung und ihr Name erinnert an eine frühere Einrichtung oder eines römischen Tempels an diesem Ort. Sie wurde möglicherweise während der Hugenottenkriege zerstört und im 17. Jahrhundert weitgehend restauriert. Das Gebäude mit einem trapezförmigen Grundriss wurde auf einem künstlichen Hügel errichtet und wird von einer Mauer aus Trockenmauerwerk umsäumt. Die frühere Apsis wurde zu Beginn des 19. Jahrhunderts abgerissen und durch die heutige dreiwandige Apsis ersetzt. Das Mauerwerk der Kapelle besteht sowohl aus Werksteinen und Bruchsteinen als auch aus Kieseln, die Veränderungen im Laufe der Jahrhunderte erkennen lassen, die schwierig zu interpretieren sind. Auf der Nord- und der Westseite des heutigen Eingangs ist ein Christusmonogramm in das Mauerwerk eingefasst oberhalb dessen, was ein früherer Zugang mit einem Kielbogen sein könnte. Die Westfassade wird durch den Glockengiebel bestimmt. Im Inneren ist das Gebäude durch ein falsches Gewölbe aus bemalten Holzbalken gedeckt. Der Boden ist mit alten Fliesen aus Terrakotta belegt. Der Altar wird durch ein Altarretabel im Stil des 18. Jahrhunderts verschönert. An der westlichen Wand ist eine Empore mit stufenförmig angeordneten Sitzreihen errichtet. Die Kapelle ist seit dem 6. September 1956 als Monument historique eingeschrieben.

### Pfarrkirche Saint-Barthélémy
Sie ist dem Apostel Bartholomäus, dem Schutzpatron der Gemeinde, geweiht. Eine Statue mit der Darstellung des Heiligen mit einem Messer in der rechten Hand als Symbol seiner Enthäutung gemäß der Legende ist aus bemaltem Holz und stammt aus dem 16. Jahrhundert. Sie ist seit dem 30. Juli 1907 als Monument historique klassifiziert.

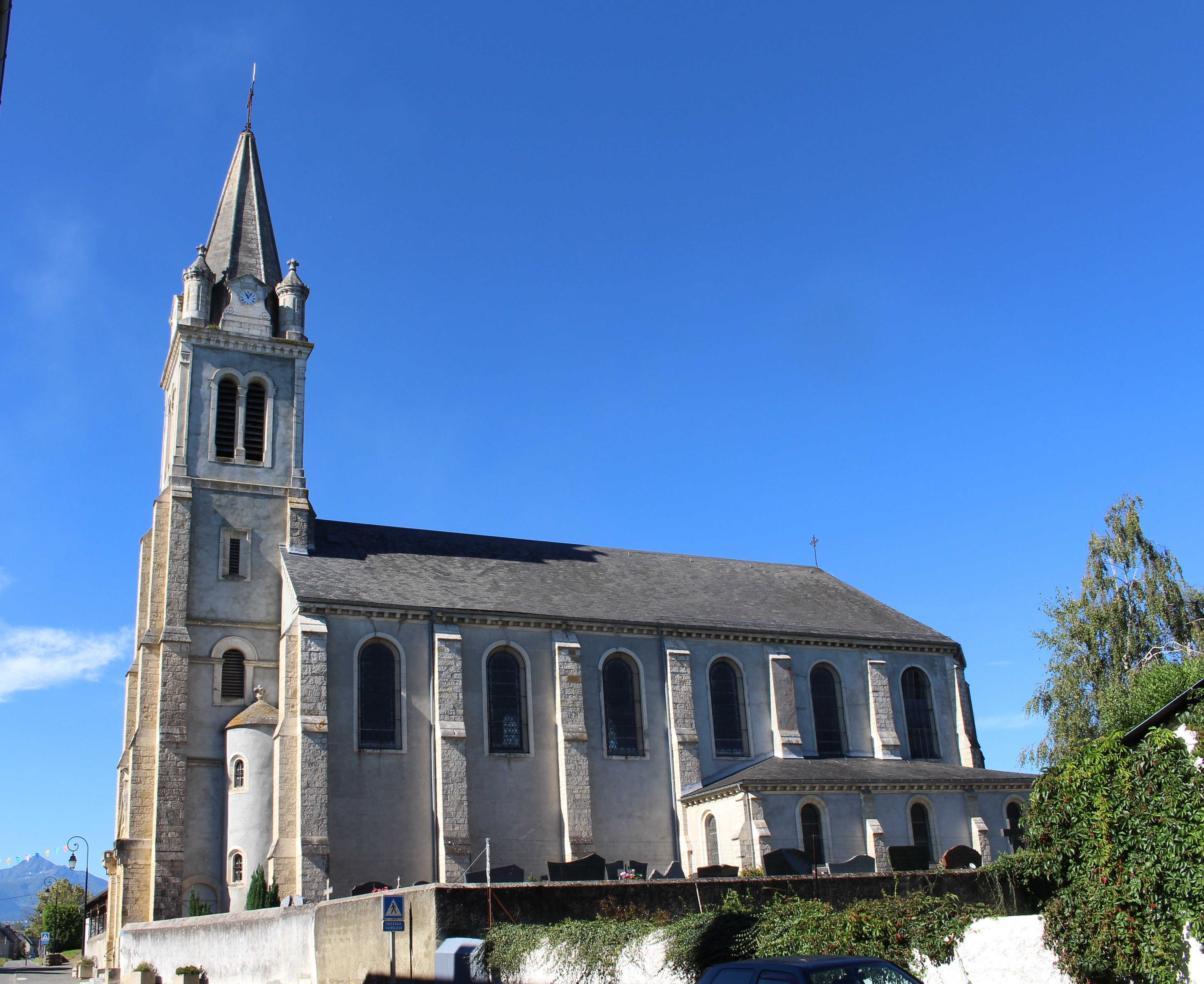
Pfarrkirche Saint-Barthélémy
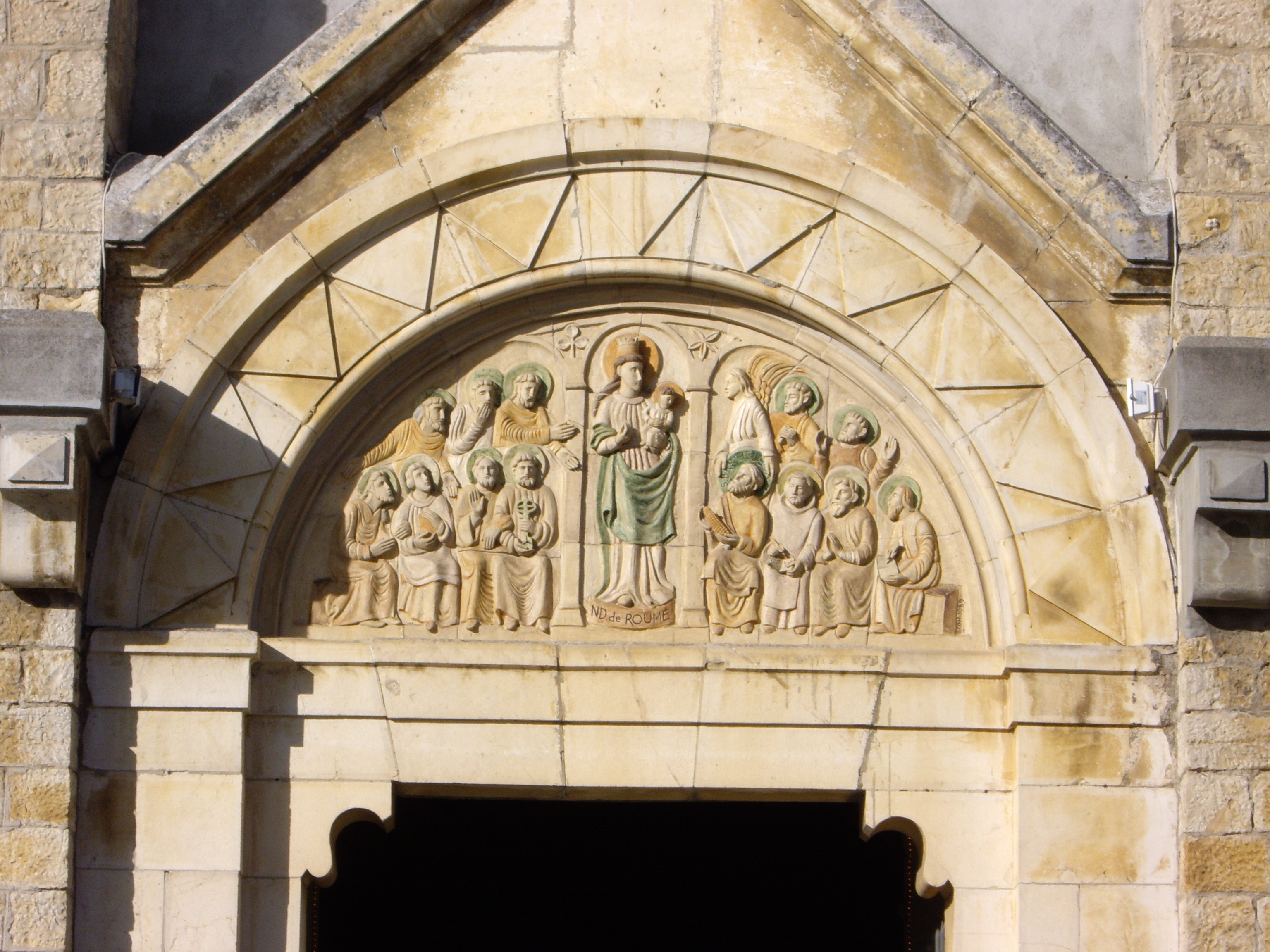
Tympanon des Eingangsportals

## Wirtschaft und Infrastruktur

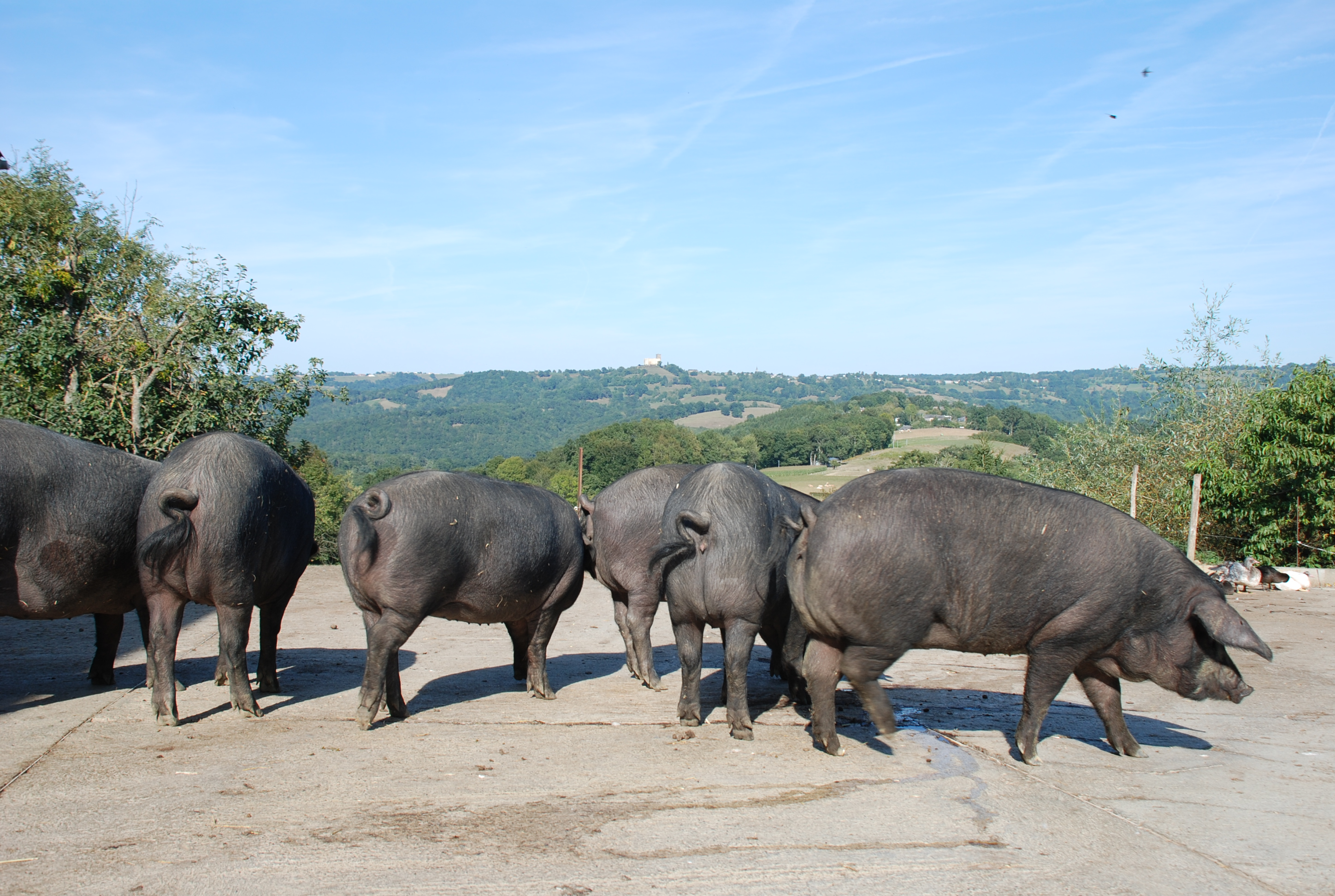
Porcs Noirs de Bigorre

Cieutat liegt in den Zonen AOC der Schweinerasse Porc noir de Bigorre und des Schinkens Jambon noir de Bigorre.

### Bildung
Die Gemeinde verfügt über eine öffentliche Vor- und Grundschule mit 54 Schülerinnen und Schülern im Schuljahr 2019/2020.

### Verkehr
Cieutat ist über die Routes départementales 20, 83, 120 und 938, die ehemalige Route nationale 638, erreichbar.